# Вилхелм Грим
Вилхелм Грим (Ханау, 24. фебруар 1786—Берлин, 16. децембар 1859), немачки књижевник и филолог.
Заједно с братом Јакобом је сарађивао на истраживању немачког језика, фолклора и културе. Бавио се студијама споменика старог немачког језика. Има битан удео при изради збирке прича „Дечје и домаће бајке” (Бајке браће Грим). Његов научно-истраживачки рад карактерише узорна прецизност, јасност дефиниција и крајња критичност.